# Michel Ney
Michel Ney, 1.º Duque de Elchingen, 1.º Príncipe da Moskowa (Saarlouis, 10 de janeiro de 1769 – Paris, 7 de dezembro de 1815), popularmente conhecido como Marechal Ney, foi um comandante militar francês e marechal do Império que lutou nas Guerras Revolucionárias Francesas e nas Guerras Napoleônicas. Foi um dos originais 18 Marechais do Império criados por Napoleão I. Conhecido como Le Rougeaud (rosto vermelho ou rosado) por seus homens, Napoleão o caracterizou como le Brave des Braves (o mais bravo dos bravos), um verdadeiro paladino em campo, um fanfarrão sem julgamento e afinal, um Don Quixote.

## Juventude

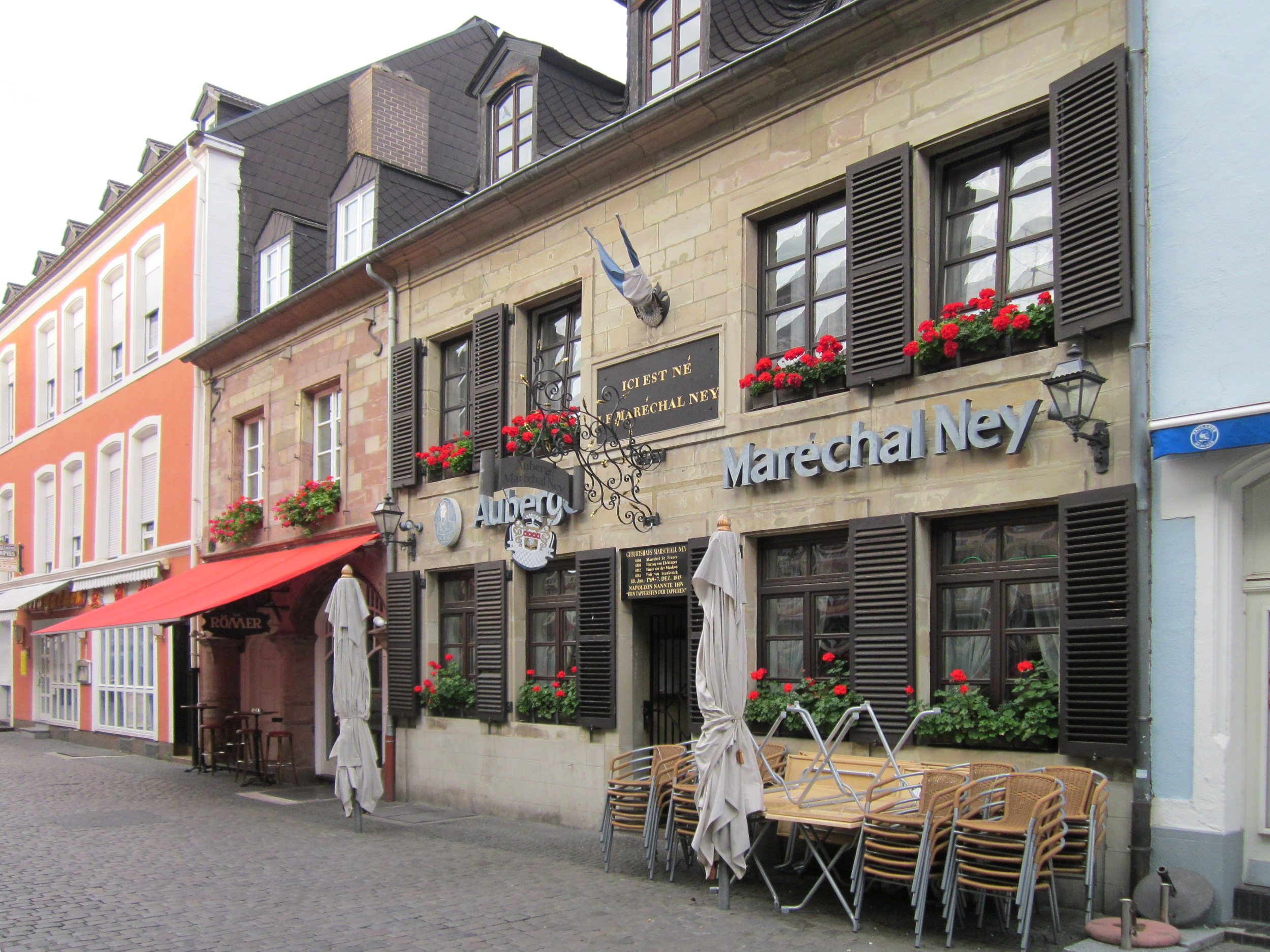
Local de nascimento de Ney em Saarlouis

Ney nasceu na cidade de Sarrelouis, na província francesa dos Três Bispados, na fronteira franco-alemã. Ele era o segundo filho de Pierre Ney (1738-1826), um mestre tanoeiro e veterano da Guerra dos Sete Anos, e sua esposa Marguerite Grevelinger.
Sua cidade natal na época de seu nascimento compreendia um enclave francês na região predominantemente alemã de Saarland, e Ney cresceu bilíngüe devido às suas raízes alemãs. Ele foi educado no Collège des Augustins em Sarrelouis até 1782, quando começou a trabalhar como escrivão em um cartório local, e em 1784 foi empregado em minas e forjas.

## Carreira militar

### Guerras Revolucionárias Francesas
A vida de funcionário público não convinha a Ney, e ele se alistou no Regimento do Coronel-General Hussar em 1787. Sob a monarquia Bourbon, a entrada no corpo de oficiais do Exército francês era restrita àqueles com quatro quartéis de nobreza, ou seja, várias gerações de nascimento aristocrático. No entanto, Ney subiu rapidamente através das suboficial fileiras.

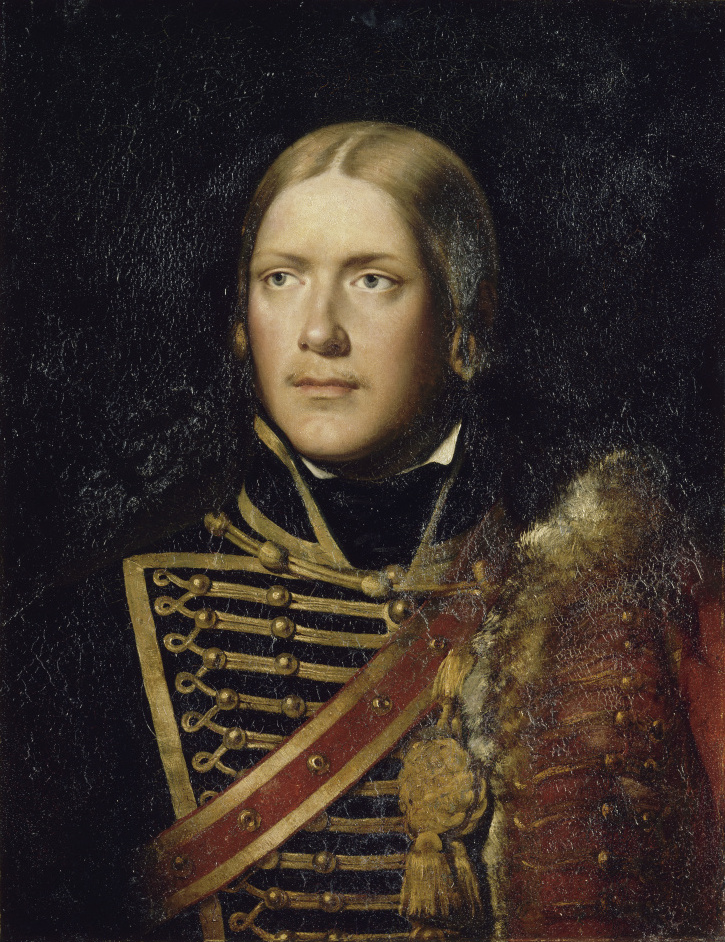
Michel Ney como subtenente no 4º Hussardos em 1792 por Adolphe Brune, 1834

Após a Revolução Francesa, Ney continuou a servir no que agora era o Exército Revolucionário Francês, no Exército do Norte. Em setembro de 1792 ele entrou em ação na Batalha de Valmy e em outubro foi comissionado como oficial da República. Como oficial, participou da Batalha de Neerwinden em 1793 e foi ferido no Cerco de Mainz, também em 1793. em junho de 1794, foi transferido para o Exército de Sambre-et-Meuse, Ney foi promovido a general de brigada em agosto de 1796 e comandou a cavalaria nas frentes alemãs. Em 17 de abril de 1797, durante a Batalha de Neuwied, Ney liderou uma carga de cavalaria contra lanceiros austríacos que tentavam apreender os canhões franceses. Os lanceiros foram derrotados, mas a cavalaria de Ney foi contra-atacada pela cavalaria pesada. Durante a briga, Ney foi atirado de seu cavalo e capturado nas proximidades do município de Dierdorf; em 8 de maio foi trocado por um general austríaco. Após a captura de Mannheim, Ney foi promovido a géneral de division em 28 de março de 1799. Mais tarde, em 1799, Ney comandou a cavalaria nos exércitos da Suíça e do Danúbio. Em Winterthur, Ney recebeu feridas na coxa e no pulso. Depois de se recuperar, ele lutou em Hohenlinden sob o general Jean Victor Marie Moreau em dezembro de 1800. A partir de setembro de 1802, Ney comandou as tropas francesas na Suíça e desempenhou funções diplomáticas.

### Guerras Napoleônicas

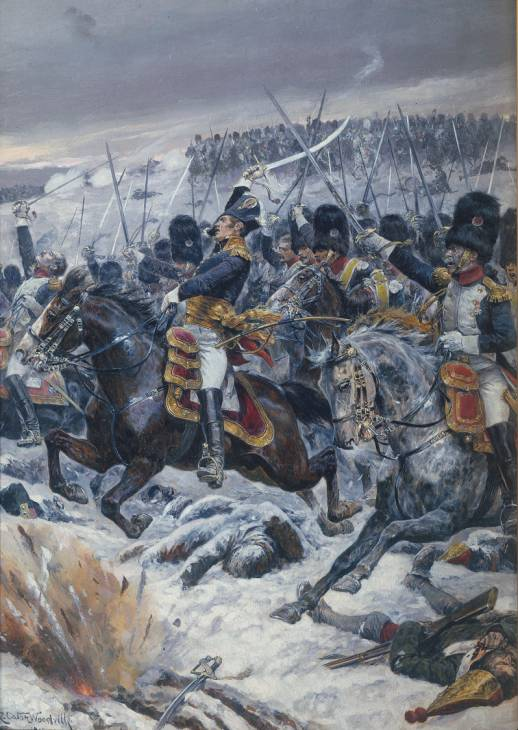
Ney na Batalha de Eylau

Em 19 de maio de 1804, Ney recebeu seu bastão de marechal, símbolo de seu status como um marechal do Império, o equivalente da era napoleônica do marechal da França. Na campanha de 1805, Ney assumiu o comando do VI Corpo do Grande Armée e foi elogiado por sua conduta em Elchingen. Em novembro de 1805, Ney invadiu o Tirol, capturando Innsbruck do arquiduque João. Na campanha de 1806, Ney lutou em Jena e depois ocupou Erfurt. Mais tarde na campanha, Ney sitiou com sucesso Magdeburg. Na campanha de 1807, Ney chegou com reforços a tempo de salvar Napoleão da derrota em Eylau, embora a batalha tenha terminado empatada. Mais tarde na campanha, Ney lutou em Güttstadt e comandou a ala direita em Friedland. Em 6 de junho de 1808, Ney foi nomeado duque de Elchingen. Em agosto de 1808, ele foi enviado para a Espanha no comando do VI Corpo de exército e entrou em ação em uma série de pequenos combates. Em 1809, ele lutou contra uma força anglo-portuguesa comandada por Sir Robert Thomas Wilson em Puerto de Baños. Em 1810, Ney juntou-se ao Marechal André Masséna na invasão de Portugal, onde capturou Ciudad Rodrigo e Almeida, e viu mais ação no Rio Côa, e no Buçaco. Durante a retirada de Torres Vedras, Ney engajou as forças de Wellington em uma série de ações de retaguarda Pombal, Redinha, Casal Novo e Foz d'Arouce através das quais conseguiu atrasar as forças da Coalizão perseguidoras por tempo suficiente para permitir que os principais Força francesa para recuar intacta. Ele foi finalmente removido de seu comando por insubordinação.

### Rússia para Fontainebleau

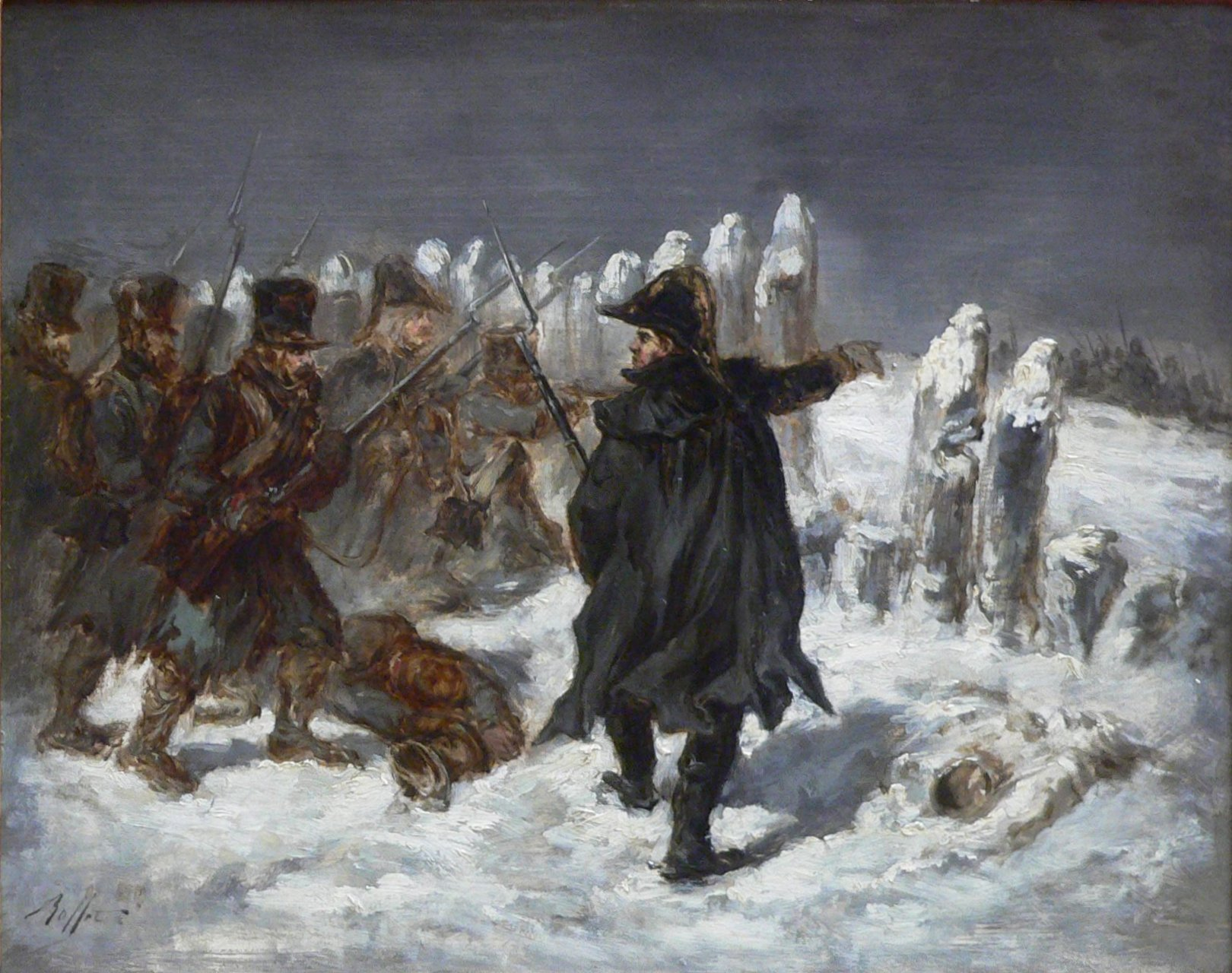
Ney na Batalha de Kaunas em 1812, por Denis-August-Marie Raffet

Ney recebeu o comando do III Corpo de exército do Grande Armée durante a invasão da Rússia em 1812. Em Smolensk, Ney foi ferido no pescoço, mas se recuperou o suficiente para lutar mais tarde no setor central em Borodino. Durante a retirada de Moscou, Ney comandou a retaguarda (e foi acidentalmente conhecido como "o último francês em solo russo" por causa disso). Depois de ser cortado do exército principal durante a Batalha de Krasnoi, Ney conseguiu escapar em uma forte neblina sobre o rio Dnieper, mas não sem pesadas perdas, e se juntar a ele em Orsha, o que encantou Napoleão. Por essa ação, Ney recebeu o apelido de "o mais bravo dos bravos" pelo imperador. Ney lutou em Berezina e ajudou a segurar a ponte vital em Kovno (Kaunas dos dias modernos), onde a lenda retrata Ney como o último dos invasores a cruzar a ponte e sair da Rússia. Em 25 de março de 1813, Ney recebeu o título de Príncipe de Moskva. Durante a campanha de 1813, Ney lutou em Weissenfels, foi ferido em Lützen e comandou a ala esquerda em Bautzen. Ney mais tarde lutou em Dennewitz e Leipzig, onde foi novamente ferido. Na campanha de 1814 na França, Ney lutou várias batalhas e comandou várias unidades. Em Fontainebleau, Ney tornou-se o porta-voz da revolta dos marechais em 4 de abril de 1814, exigindo a abdicação de Napoleão. Ney informou a Napoleão que o exército não marcharia sobre Paris; Napoleão respondeu: "o exército vai me obedecer!" ao que Ney respondeu, "o exército obedecerá a seus chefes".
Quando Paris caiu e os Bourbons reclamaram o trono, Ney, que havia pressionado Napoleão a aceitar sua abdicação e exílio pela primeira vez, foi promovido, elogiado e feito Par da França pelo recém-entronizado Rei Luís XVIII.

### Cem dias

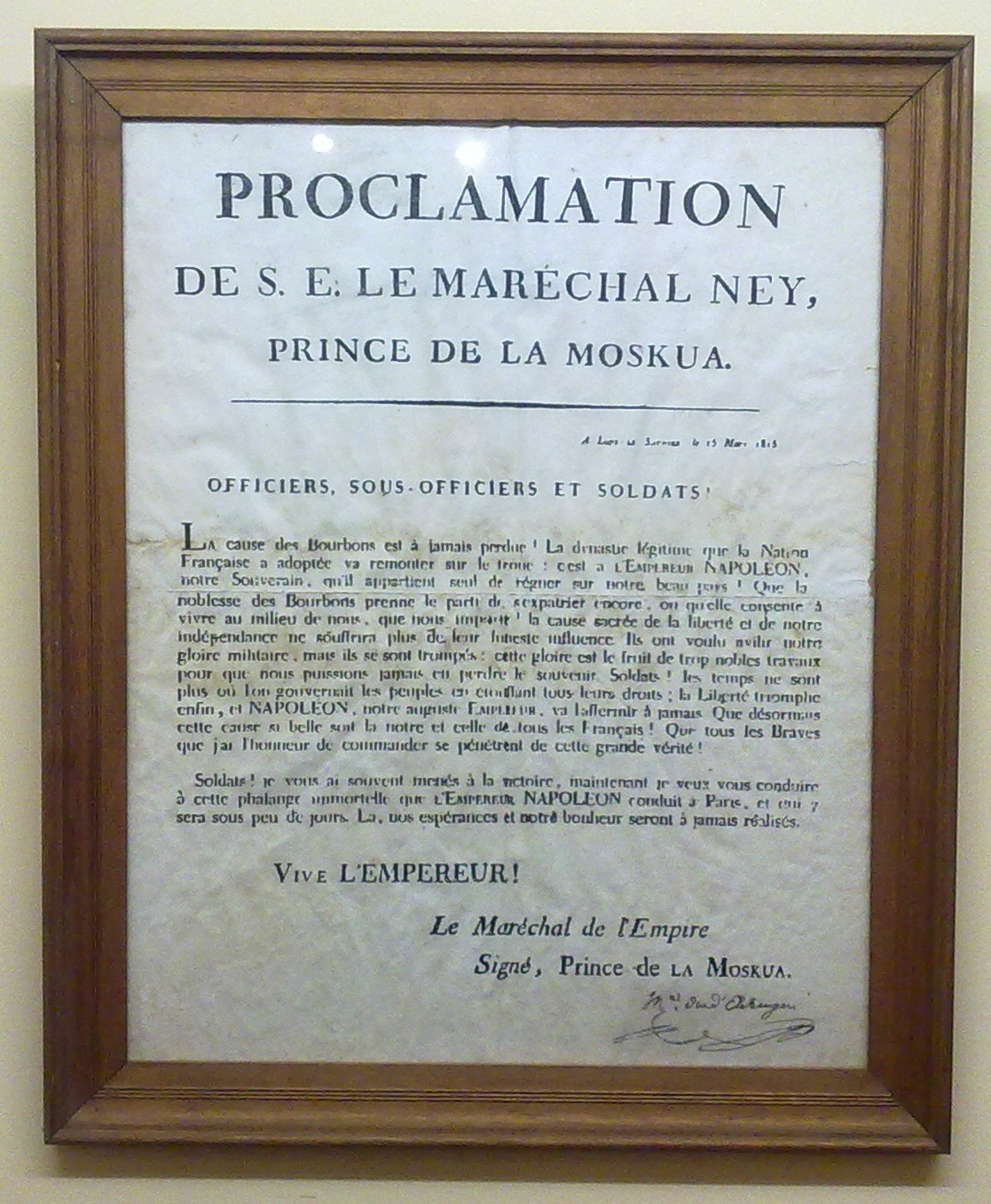
Uma proclamação pública de Ney, datada de março de 1815, exortando os soldados franceses a abandonar o rei e apoiar Napoleão

Quando soube do retorno de Napoleão à França, Ney, determinado a manter a França em paz e a mostrar sua lealdade a Luís XVIII, organizou uma força para impedir a marcha de Napoleão sobre Paris. Ney também prometeu trazer Napoleão de volta vivo em uma gaiola de ferro. Napoleão, sabendo dos planos de Ney, enviou-lhe uma carta que dizia, em parte: "Vou recebê-lo como recebi depois da Batalha de Moskowa". Apesar da promessa de Ney ao rei, ele se juntou a Napoleão em Auxerre em 18 de marco de 1815.

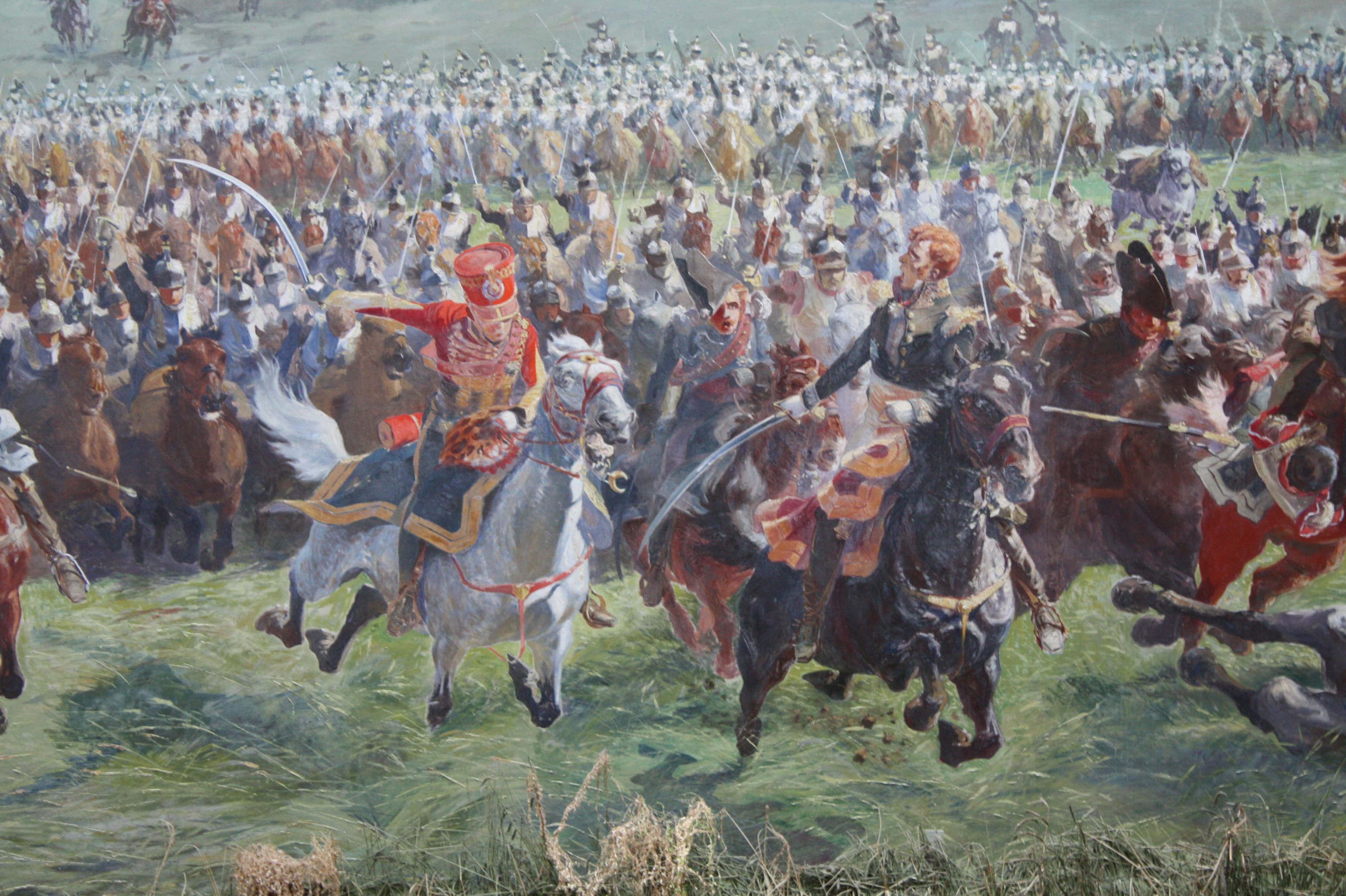
Ney conduzindo a carga de cavalaria em Waterloo, de Louis Dumoulin no Panorama da Batalha de Waterloo

Em 15 de junho de 1815, Napoleão nomeou Ney como comandante da ala esquerda do Exército do Norte. Em 16 de junho, as forças de Napoleão se dividiram em duas alas para lutar em duas batalhas separadas simultaneamente. Ney atacou o duque de Wellington em Quatre Brás (e recebeu críticas por atacar lentamente) enquanto Napoleão atacou o marechal prussiano Gebhard Leberecht von Blücher em Ligny. Embora Ney tenha sido criticado por não capturar Quatre Brás antes, ainda há um debate sobre a que horas Napoleão realmente ordenou que Ney capturasse a cidade. Em Ligny, Napoleão ordenou ao General Jean-Baptiste d'Erlon mover seu corpo (à esquerda de Napoleão e à direita de Ney na época) para a retaguarda dos prussianos a fim de cortar sua linha de retirada. D'Erlon começou a se mover para a posição, mas de repente parou e começou a se afastar, para grande surpresa e horror de Napoleão. O motivo da mudança repentina de movimento é que Ney ordenou que d'Erlon fosse em seu auxílio em Quatre Brás. Sem o corpo de exército de d'Erlon bloqueando a linha de retirada dos prussianos, a vitória francesa em Ligny não foi completa, e os prussianos não foram derrotados.
Em Waterloo, em 18 de junho, Ney voltou a comandar a ala esquerda do exército. Por volta das 15h30, Ney ordenou um ataque de cavalaria em massa contra as linhas anglo-aliadas. A cavalaria de Ney derrotou os canhões inimigos, mas encontrou a infantaria formada em formações quadradas à prova de cavalaria. Ney, sem infantaria ou apoio de artilharia, não conseguiu quebrar os quadrados. A ação rendeu críticas a Ney, e alguns argumentam que levou à derrota de Napoleão em Waterloo. A cavalaria de Ney também não conseguiu cravar os canhões inimigos (cravando estacas de ferro nos buracos de tiro, para inutilizá-los) enquanto eles estavam sob controle francês (durante o ataque da cavalaria francesa, as tropas dos canhões recuaram para as formações quadradas para proteção, e então reassumiram suas peças de artilharia quando a cavalaria francesa se retirou). A cavalaria de Ney carregava o equipamento necessário para cravar os canhões, e cravar os canhões provavelmente os tornaria inúteis pelo resto da batalha. A perda de um grande número de canhões teria enfraquecido o exército e poderia ter feito o Exército Anglo-Aliado se retirar da batalha. Ney foi visto durante uma das cargas batendo sua espada contra a lateral de um canhão britânico em furiosa frustração. Durante a batalha, ele teve cinco cavalos mortos sob seu comando, e no final do dia, Ney liderou um dos últimos ataques de infantaria, gritando para seus homens: "Venham e vejam como um marechal da França encontra sua morte!" Era como se Ney estivesse procurando a morte, mas a morte não o queria, como muitos observadores relataram.

## Execução

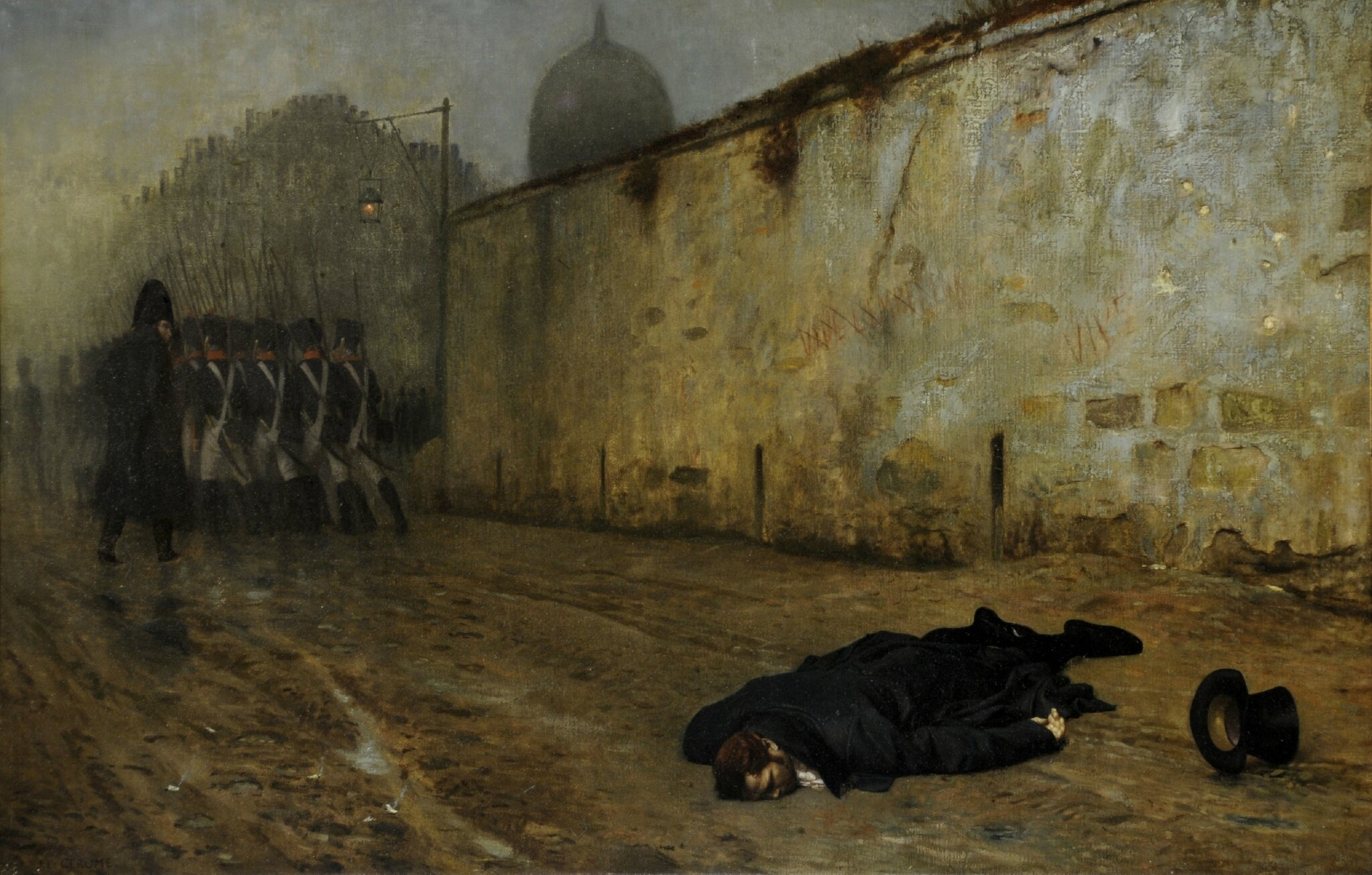
A Execução do Marechal Ney (1868), de Jean-Léon Gérôme

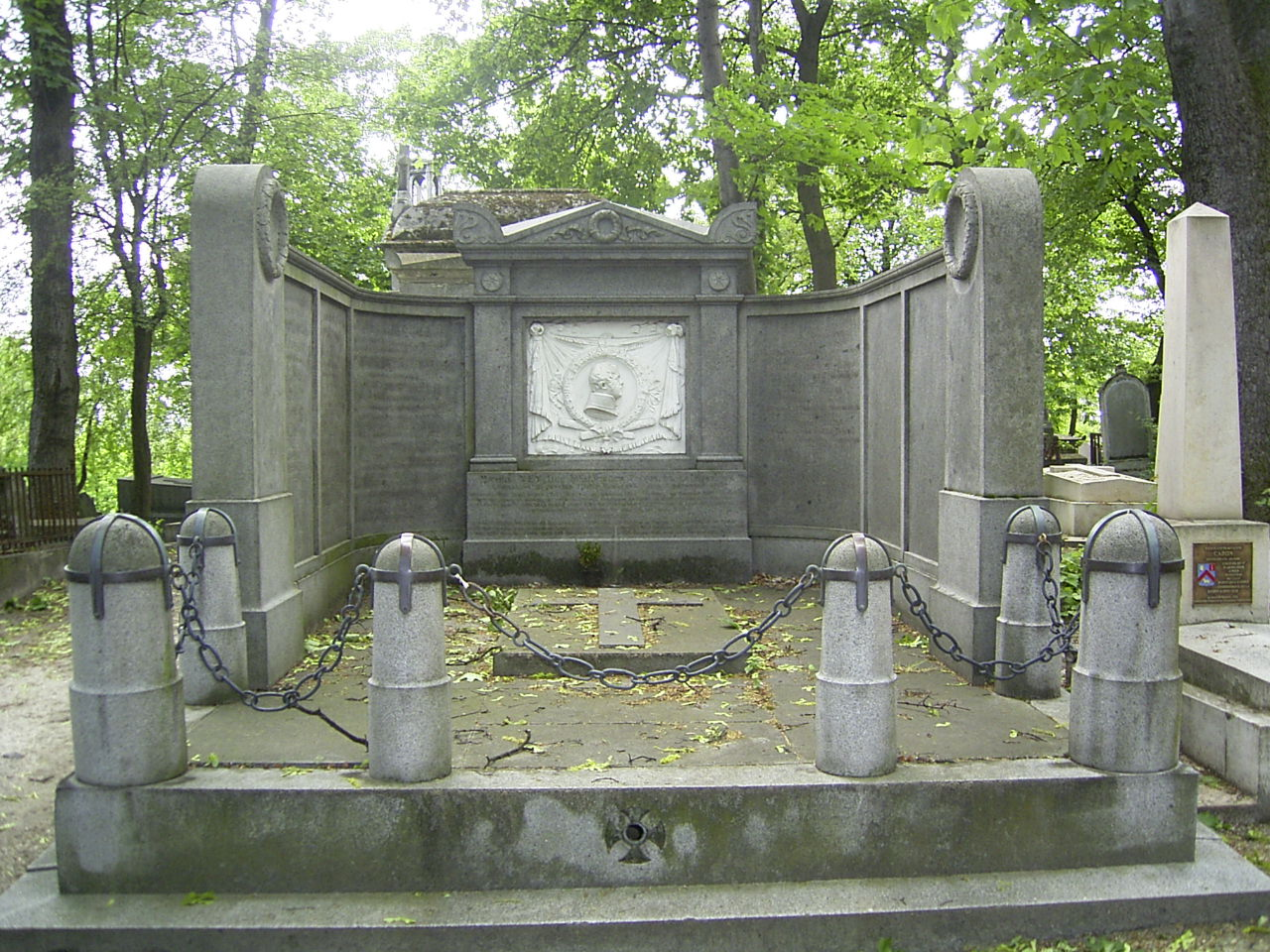
Túmulo de Ney no cemitério Père Lachaise

Quando Napoleão foi derrotado, destronado e exilado pela segunda vez no verão de 1815, Ney foi preso em 3 de agosto de 1815. Depois que uma corte marcial decidiu em novembro que não tinha jurisdição, ele foi julgado em 4 de dezembro de 1815 por traição pela Câmara dos Pares. Para salvar a vida de Ney, seu advogado André Dupin declarou que Ney agora era prussiano e não poderia ser julgado por um tribunal francês por traição, pois a cidade natal de Ney, Sarrelouis, havia sido anexada pela Prússia de acordo com o Tratado de Paris de 1815. Ney arruinou o esforço de seu advogado interrompendo-o e dizendo: "Je suis Français et je resterai Français!" (Eu sou francês e continuarei francês!). Quando os Pares foram chamados para dar seu veredicto, cento e trinta e sete votaram pela pena de morte, dezessete pela deportação e cinco se abstiveram. Apenas um único voto, o do Duque de Broglie, foi a favor da absolvição. Em 6 de dezembro de 1815, Ney foi condenado e em 7 de dezembro de 1815 executado por um pelotão de fuzilamento em Paris perto dos Jardins de Luxemburgo. Ele se recusou a usar uma venda e teve o direito de dar a ordem de atirar, supostamente dizendo:
Soldados, quando eu der a ordem para atirar, atirem direto no meu coração. Aguardem o pedido. Será o meu último para vocês. Eu protesto contra minha condenação. Lutei cem batalhas pela França, e nenhuma contra ela ... Soldados, fogo!
A execução de Ney dividiu profundamente o público francês. Ney foi enterrado em Paris, no cemitério Père Lachaise.

## Suposta sobrevivência
Registros em Charleston, Carolina do Sul, indicam a chegada de um "Peter Stewart Ney" no ano seguinte à execução de Ney. O pai de Ney se chamava Peter, e o nome de solteira de sua mãe era Stewart. "Peter Ney" serviu como professor em Rowan County, Carolina do Norte até sua morte em 15 de novembro de 1846. Supostamente, ao saber da morte de Napoleão em 1821, "Peter Ney" cortou a própria garganta com uma faca, quase matando ele mesmo. Após sua morte, suas últimas palavras foram "Eu sou Ney da França". Nenhuma prova conclusiva surgiu.
No entanto, existem evidências que contradizem esta lenda, sendo a principal que a execução de Ney está bem documentada e verificada. Um pesquisador também afirma que existem evidências de que Peter Stewart Ney foi Peter McNee, nascido em 1788 em Stirlingshire, Escócia.

## Na literatura
- Ney é um personagem do romance épico Guerra e Paz, de Leo Tolstoy.
- Ney é mencionado e / ou aparece em várias de histórias em Brigadier Gerard de Sir Arthur Conan Doyle, incluindo Brigadier Gerard em Waterloo (1903).
- O patriotismo, a inteligência e a coragem de Ney durante a Batalha de Waterloo foram amplamente mencionados e elogiados por Victor Hugo em seu romance Os miseráveis.